# Setembro (filme)
September (bra: Setembro; prt: Setembro) é um filme estadunidense de 1987, do gênero Drama, escrito e dirigido por  Woody Allen. O diretor não atua e pretendia realizar uma "peça filmada", utilizando-se de tomadas longas e poucos movimentos de câmera. A estrutura foi modelada a partir da peça de Anton Tchekhov, Tio Vânia .

## Elenco
- Denholm Elliott...Howard
- Dianne Wiest...Stephanie
- Mia Farrow...Lane
- Elaine Stritch...Diane
- Sam Waterston...Peter
- Jack Warden...Lloyd
- Rosemary Murphy...Senhora Mason

## Filmagens
Allen filmou duas vezes a história. A primeira versão tinha Sam Shepard como Peter (depois Christopher Walken que atuou em poucas cenas), Maureen O'Sullivan como Diane e Charles Durning como Howard. Após a edição, Allen decidiu reescrever, mudar o elenco e refilmar.